# Allen Toussaint
Allen Toussaint (14 de janeiro de 1938-10 de novembro de 2015) foi um músico, compositor e produtor estadunidense. 
Figura de destaque no R&B de Nova Orleans, muitas das canções de Toussaint tornaram-se conhecidas a partir de versões gravadas por outros artistas, como "Working in the Coalmine", "Ride Your Pony", "Fortune Teller", "Play Something Sweet (Brickyard Blues)", "Get Out Of My Life Woman", "Southern Nights," "Everything I Do Gonna Be Funky", "I'll Take a Melody" e "Mother-in-Law".

## Discografia
- The Wild Sound of New Orleans (1958)
- From a Whisper to a Scream (1970)
- Toussaint (1971)
- Life, Love And Faith (1972)
- Southern Nights (1975)
- Motion (1978)
- The Allen Toussaint Collection (1991)
- The Wild Sound of New Orleans: The Complete 'Tousan' Sessions (1994)
- Connected (1996)
- A New Orleans Christmas (1997)
- A Taste Of New Orleans (1999)
- Finger Poppin' & Stompin' Feet (2002)
- The Complete Warner Bros. Recordings (2005)
- I Believe To My Soul (2005)
- The River in Reverse - com Elvis Costello (2006)
- The Bright Mississippi (2009)